# Lechința, Mureș

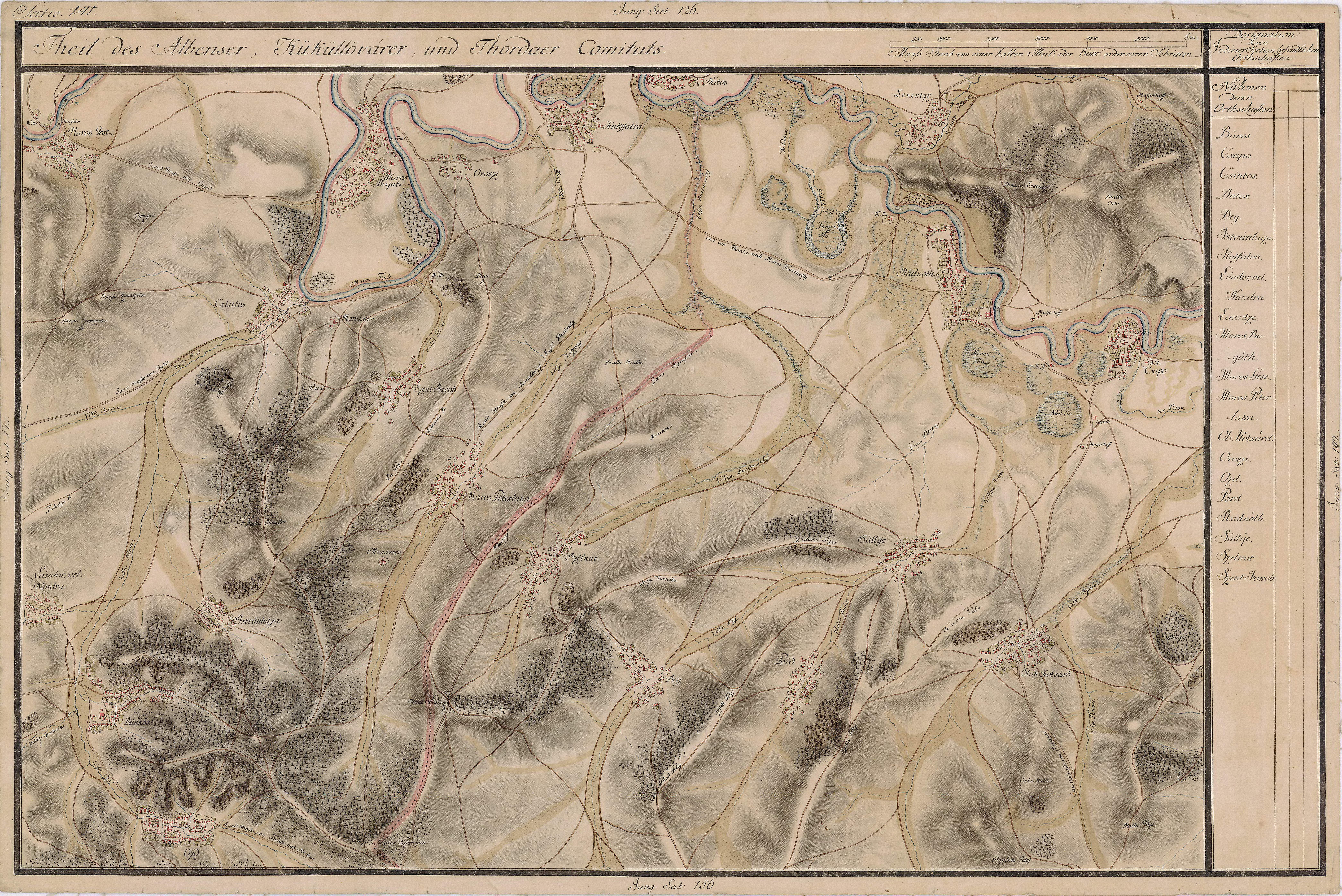
Lechința în Harta Iosefină a Transilvaniei, 1769-1773

Lechința, în trecut Lechința de Mureș, (în maghiară Maroslekence), este un sat ce aparține orașului Iernut din județul Mureș, Transilvania, România.

## Istoric
Pe platoul Săliște, de pe malul drept al Mureșului, se află resturile unei așezări din epoca romană.
Pe Harta Iosefină a Transilvaniei din 1769-1773 (Sectio 141), localitatea a apărut sub numele de „Lekentze”.

## Populație
Conform Recensământului din anul 2022 populația localității era de 793 locuitori în creștere față de datele ultimului recensământ când erau 785 locuitori. 

## Personalități
- Ion Vlasiu (n. 1908 – d. 1997) scriitor, sculptor și pictor
- Remus Brustur (n. 1883 – d. 1949), deputat în Marea Adunare Națională de la Alba Iulia 1918

## Imagini

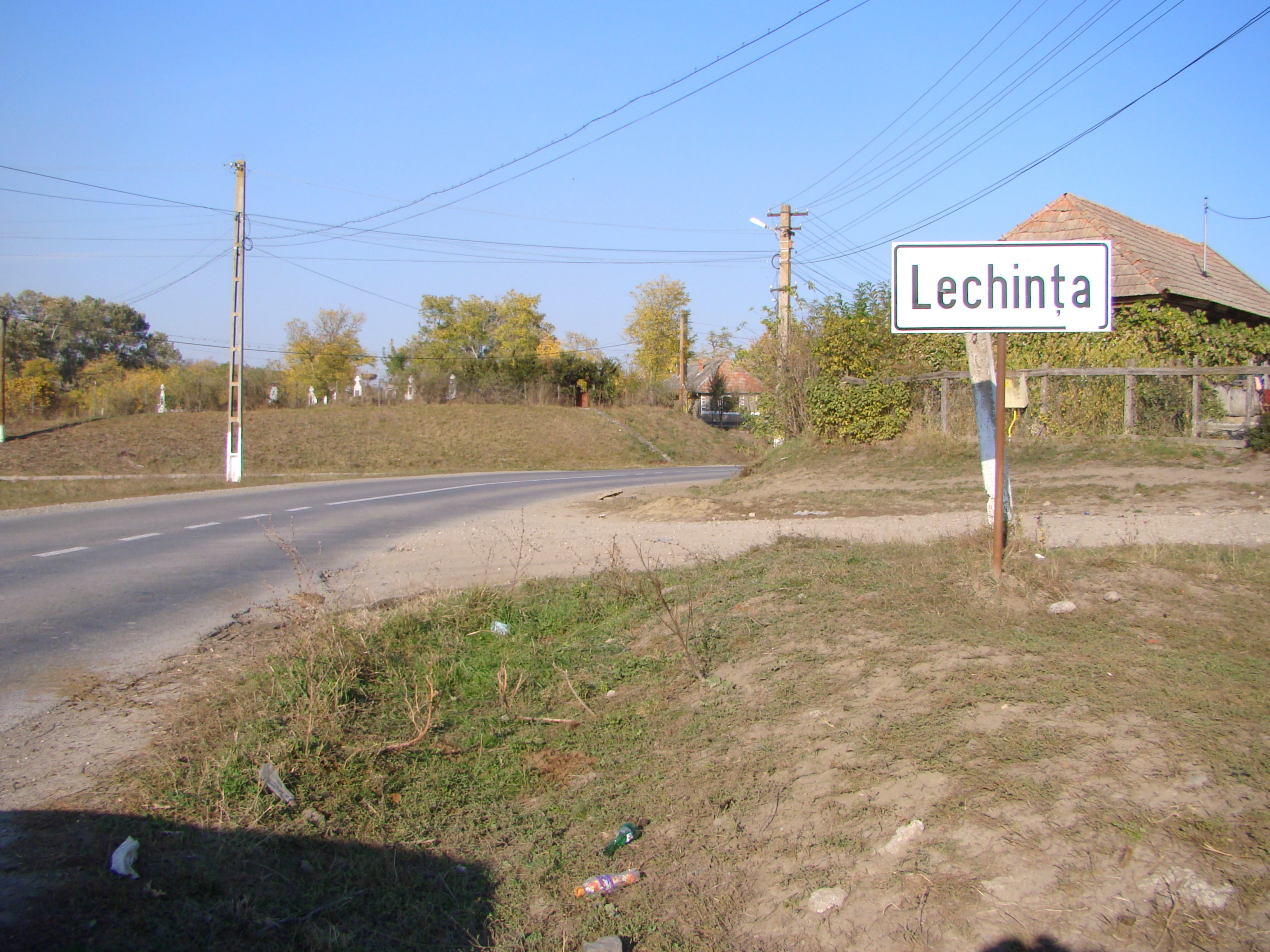
Intrarea în localitate
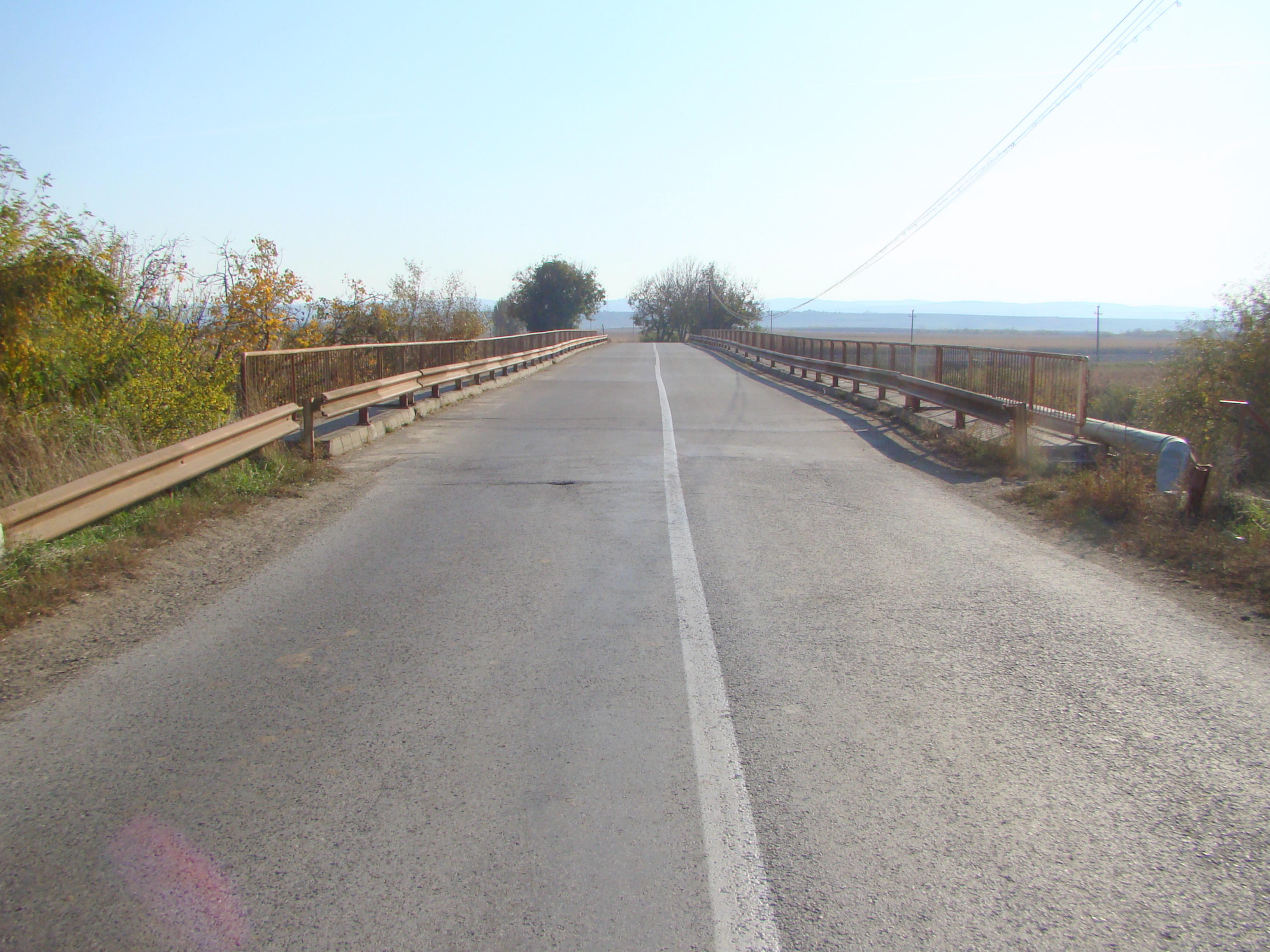
Podul peste râul Mureș
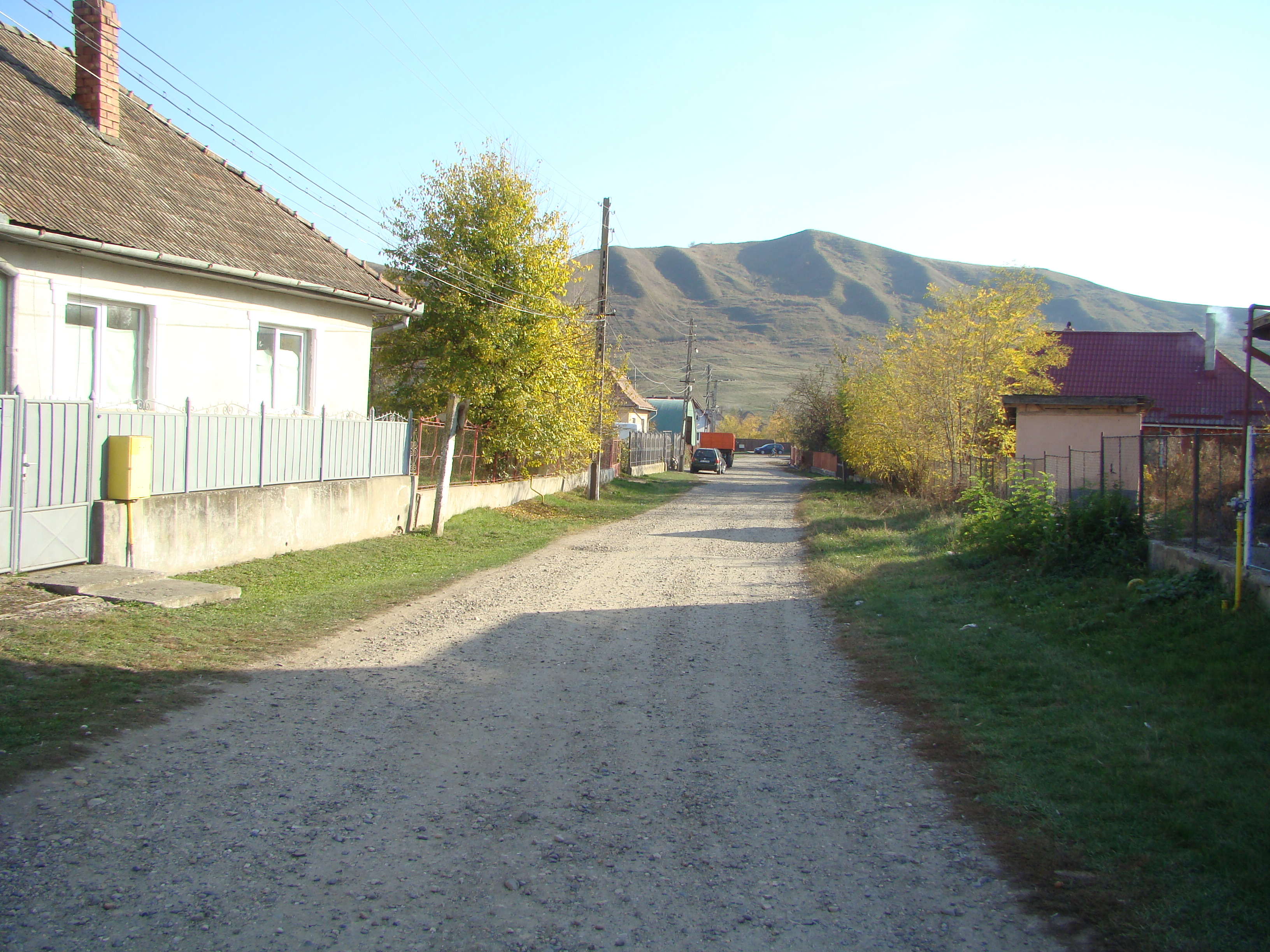
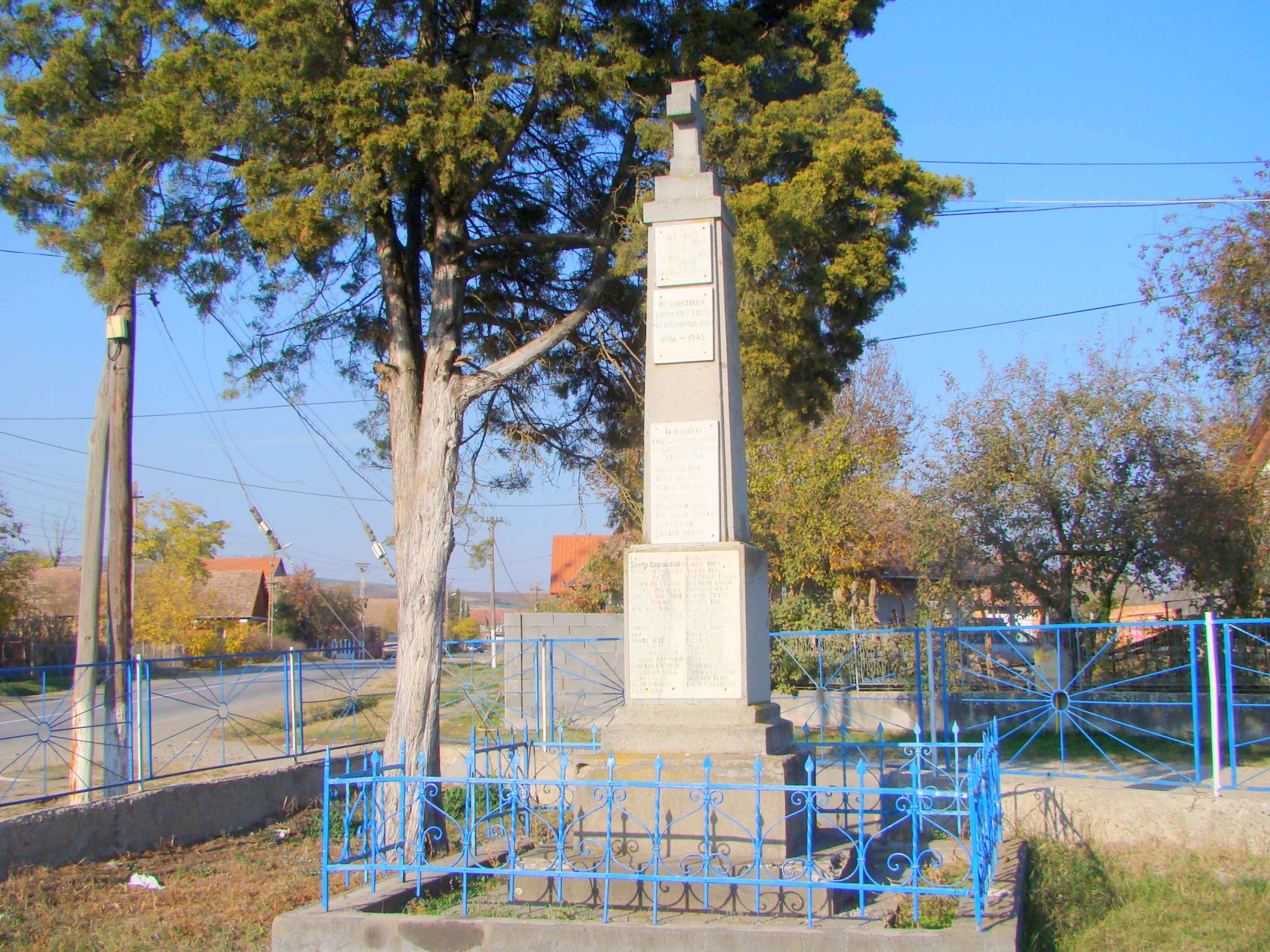
Monumentul eroilor
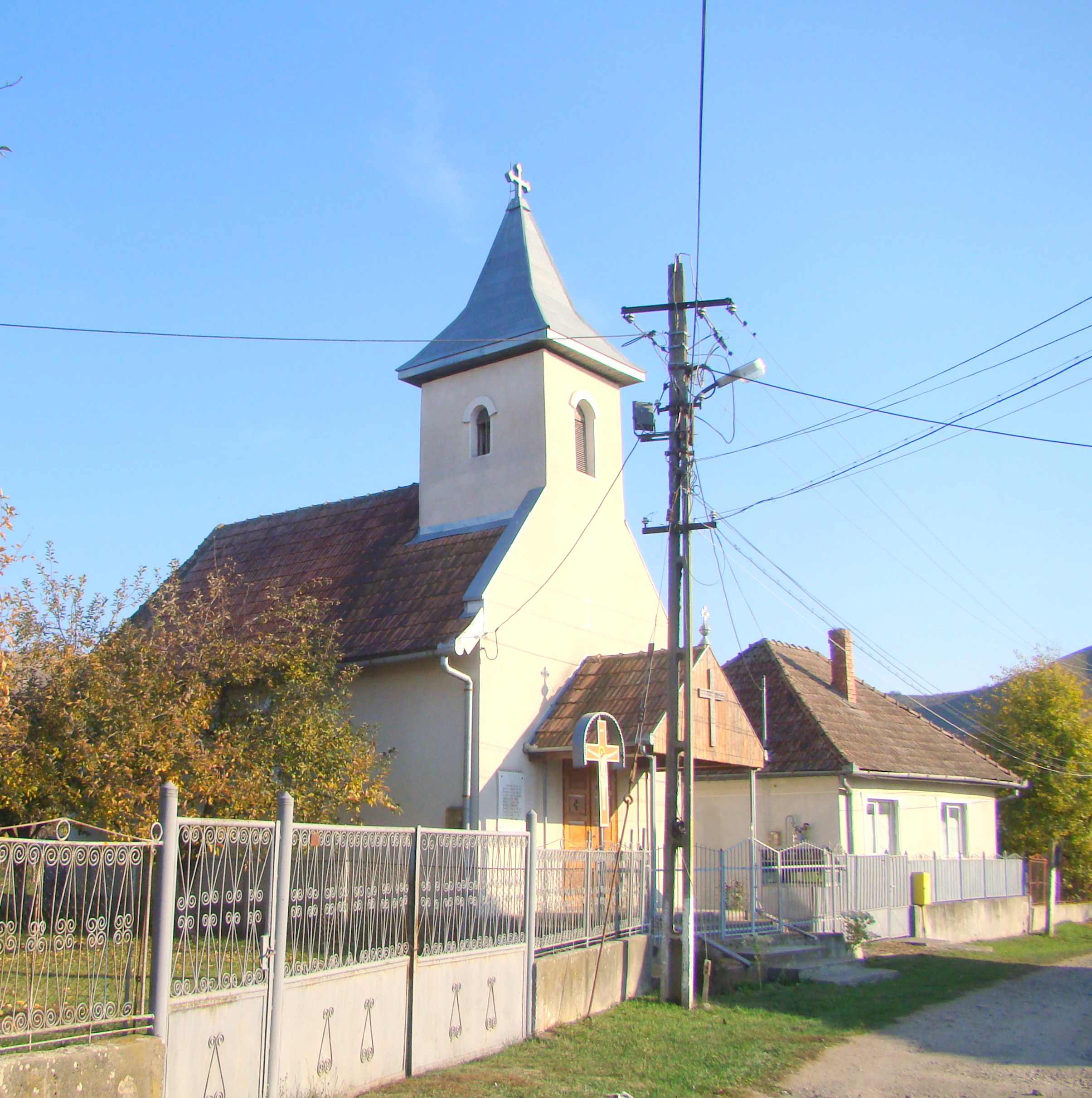
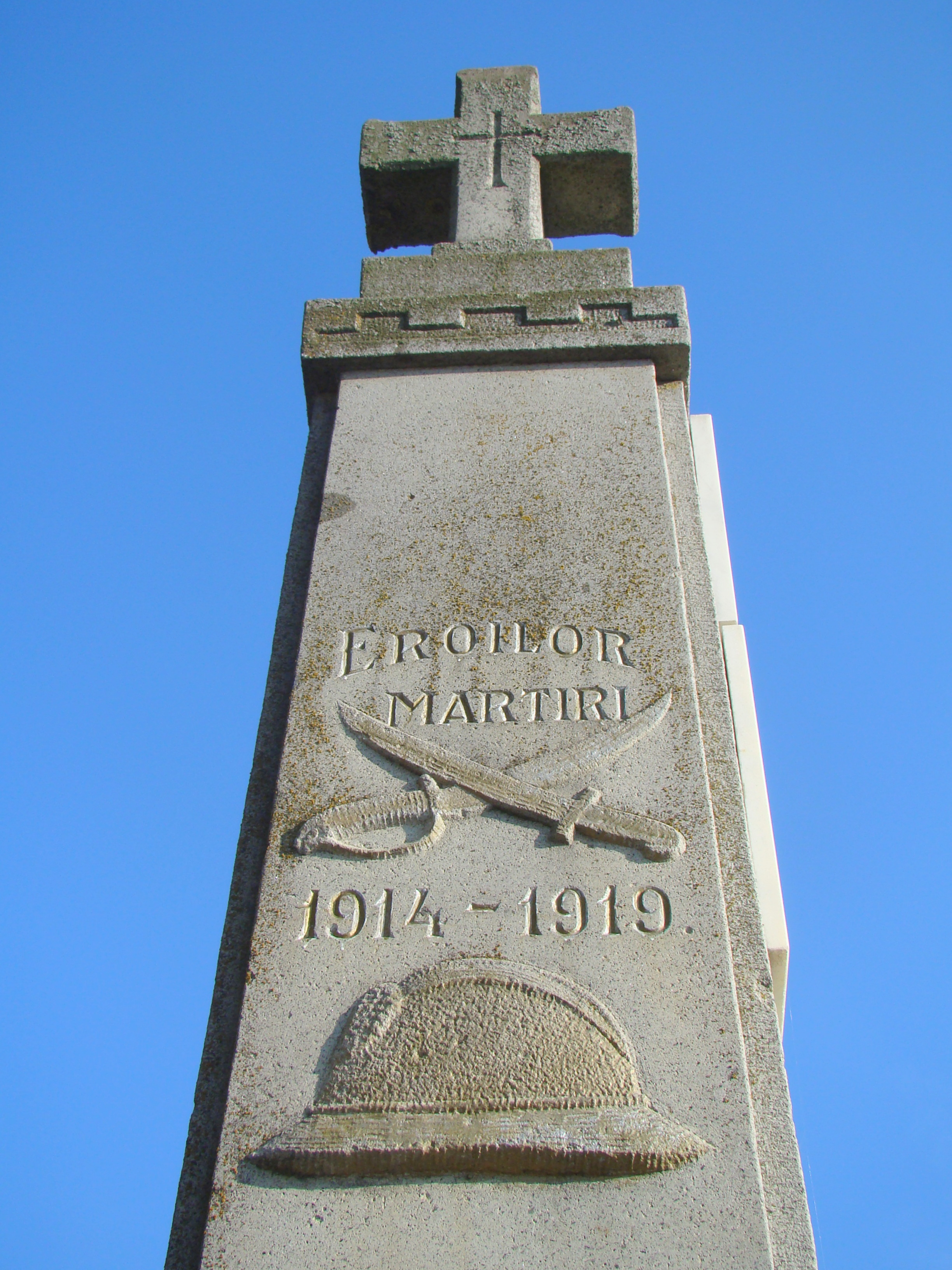
Monumentul eroilor (detaliu)
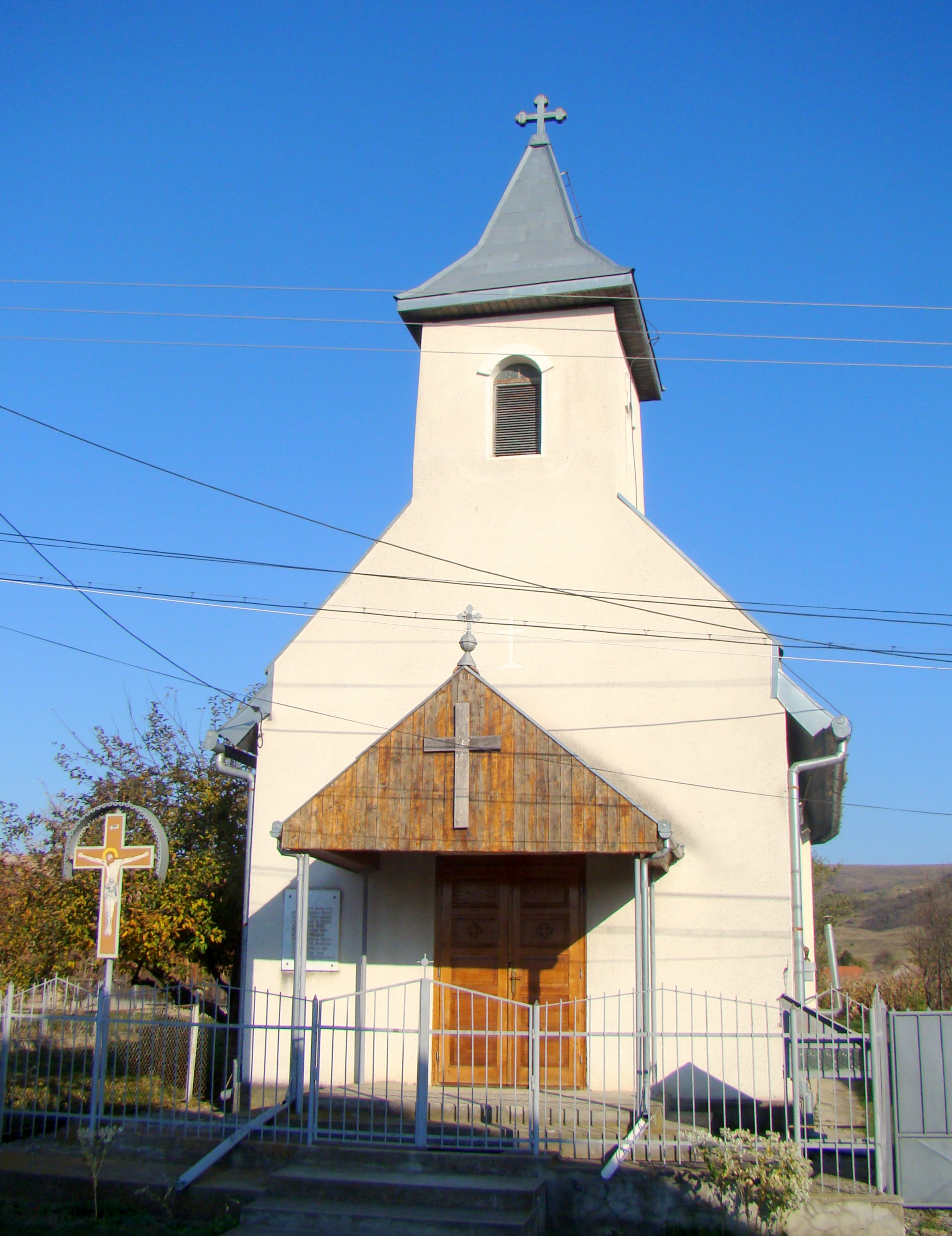
Biserica greco-catolică
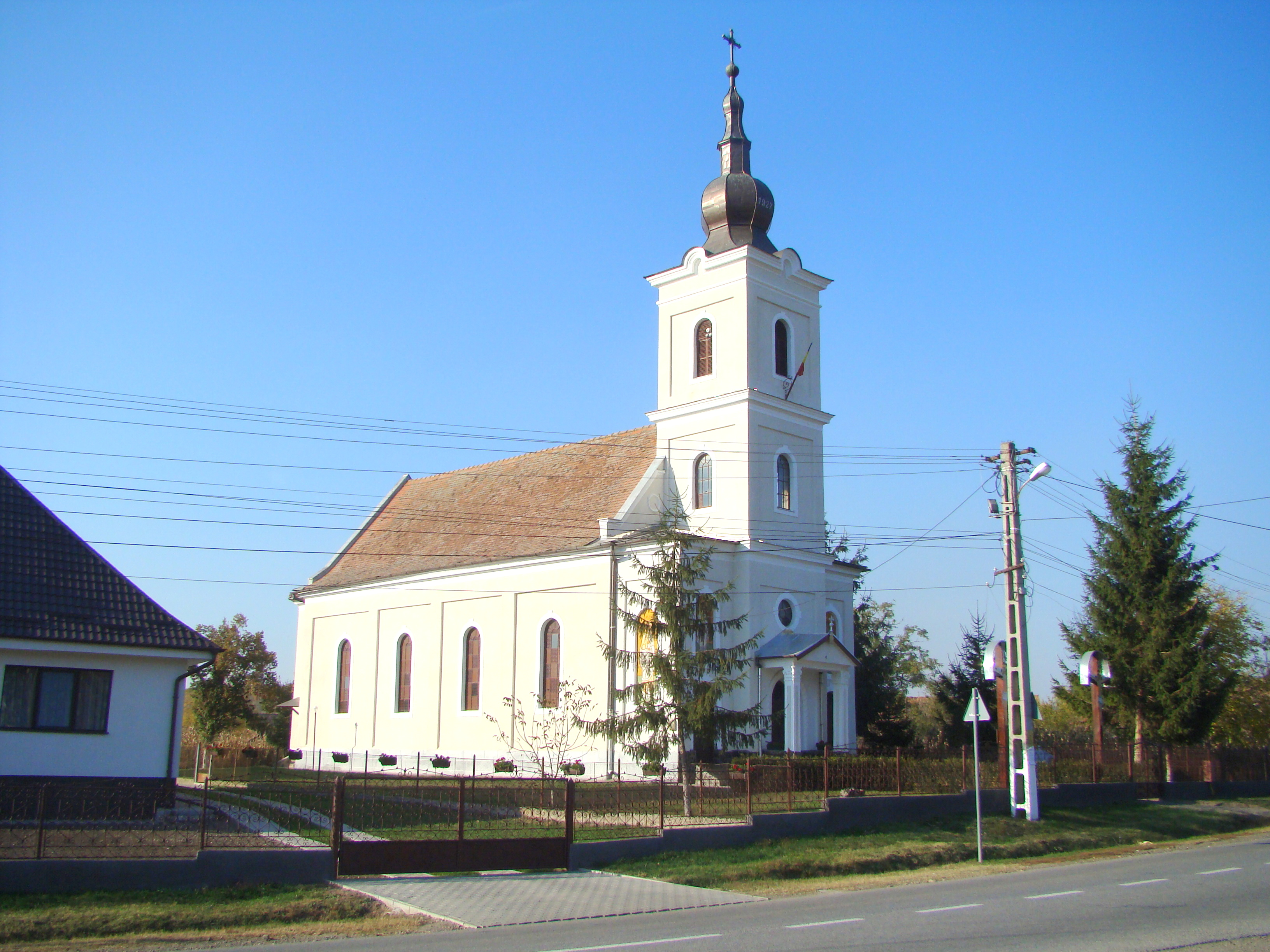
Biserica ortodoxă
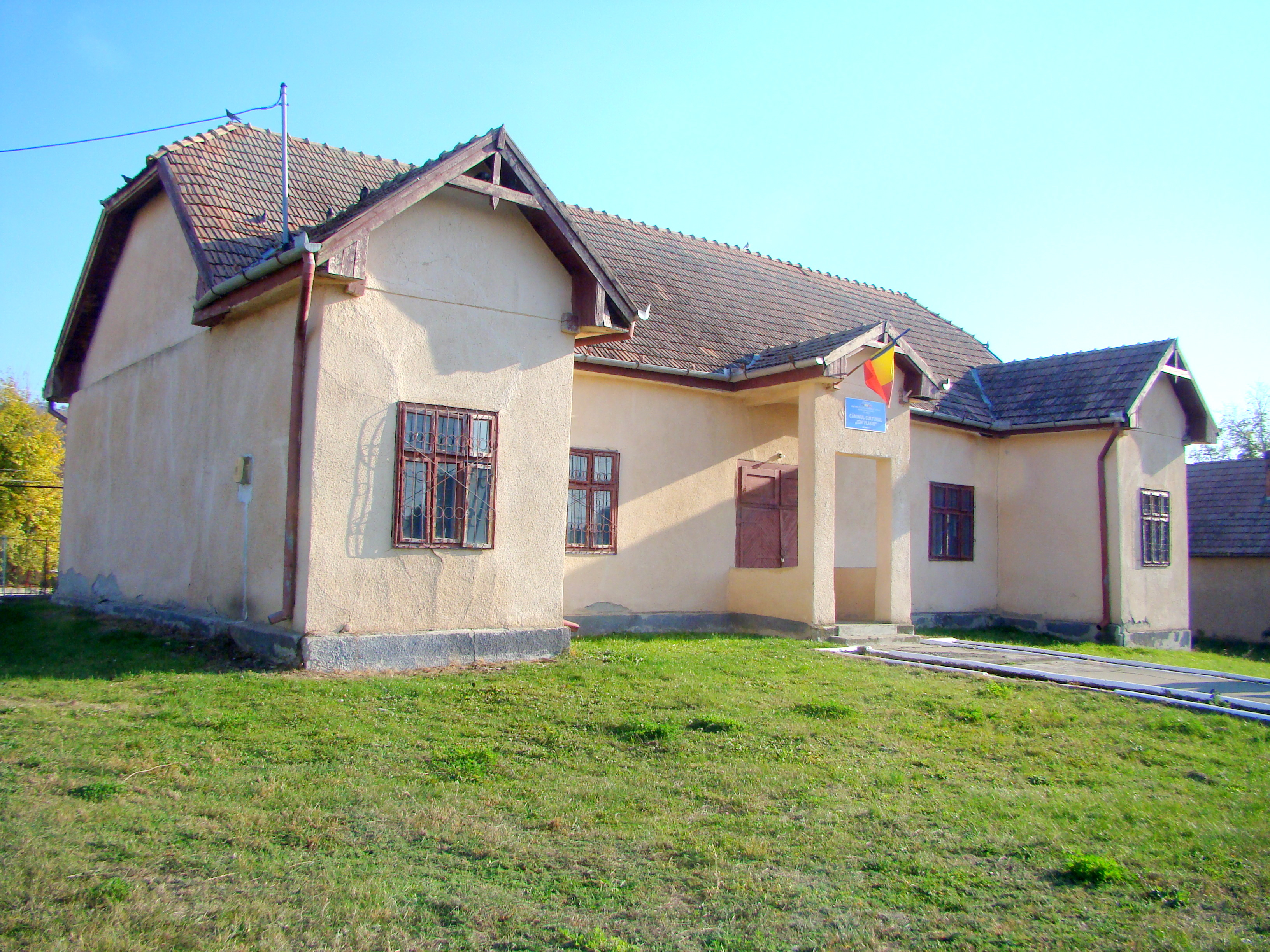
Căminul cultural „Ion Vlasiu”
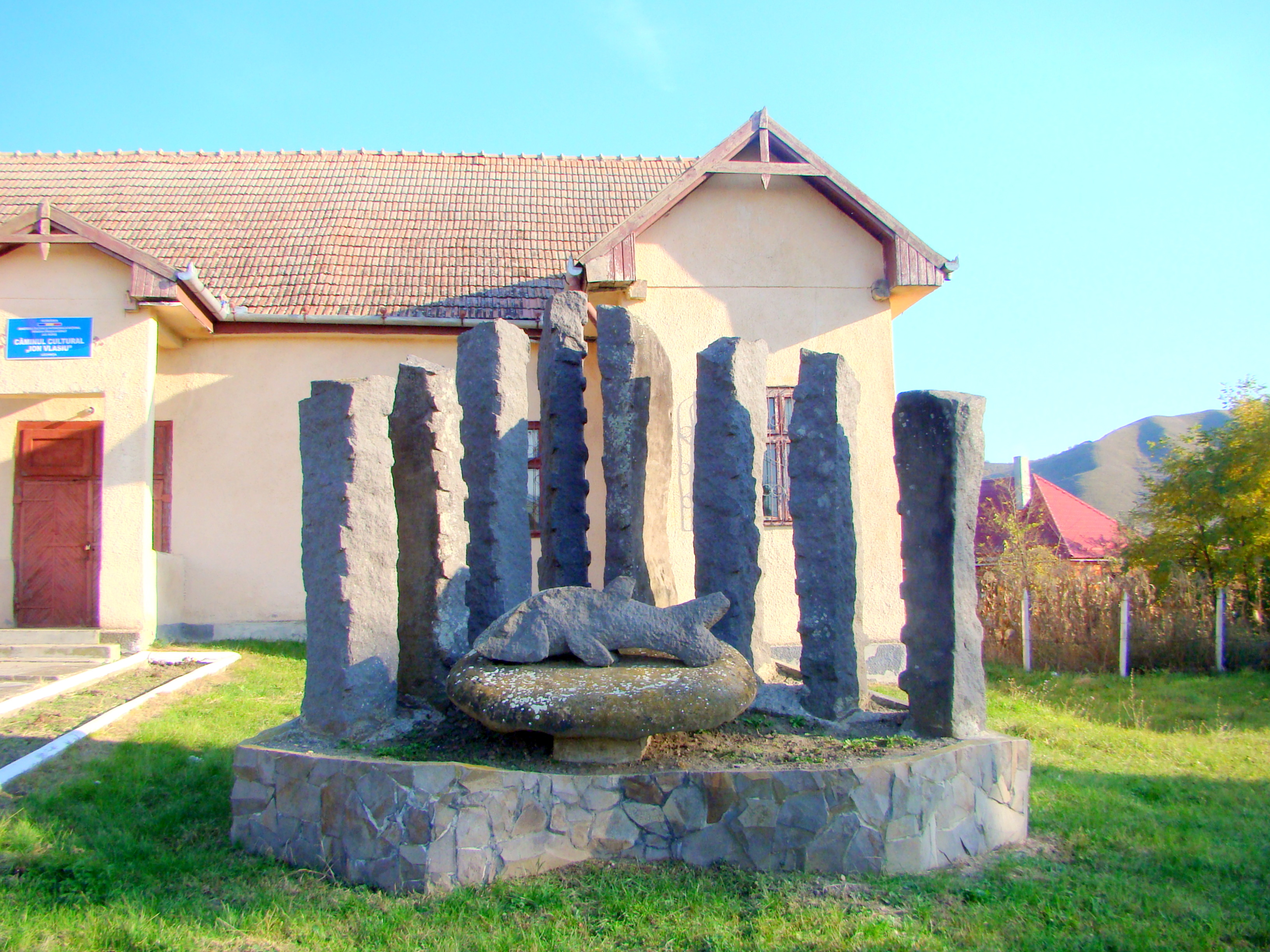